# Dukovany
Dukovany (deutsch: Dukowan, älter auch Tokewan) ist eine Gemeinde in Tschechien. Sie liegt in Südmähren 12 km nordwestlich der Stadt Moravský Krumlov (Mährisch Kromau). Der Ort gehört dem Okres Třebíč (Trebitsch) in der Kraj Vysočina an.
Hauptsächlich bekannt wurde der Ort durch das Kernkraftwerk und das Endlager Dukovany. Diese Anlagen befinden sich auf den Fluren der ehemaligen Dörfer Heřmanice, Lipňany und Skryje. Die vier Druckwasserreaktoren russischer Bauart beziehen ihr Kühlwasser aus dem Flüsschen Jihlava.

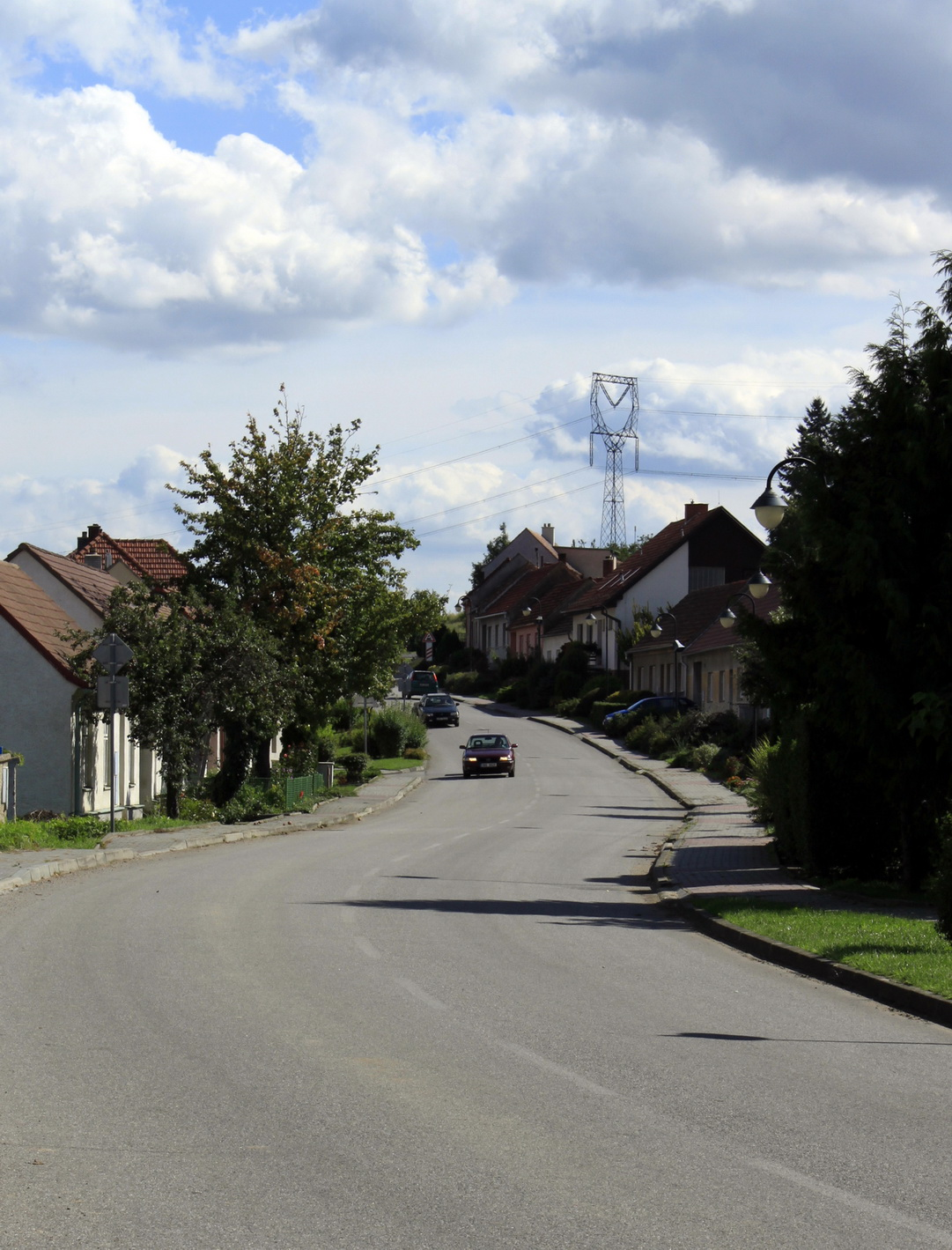
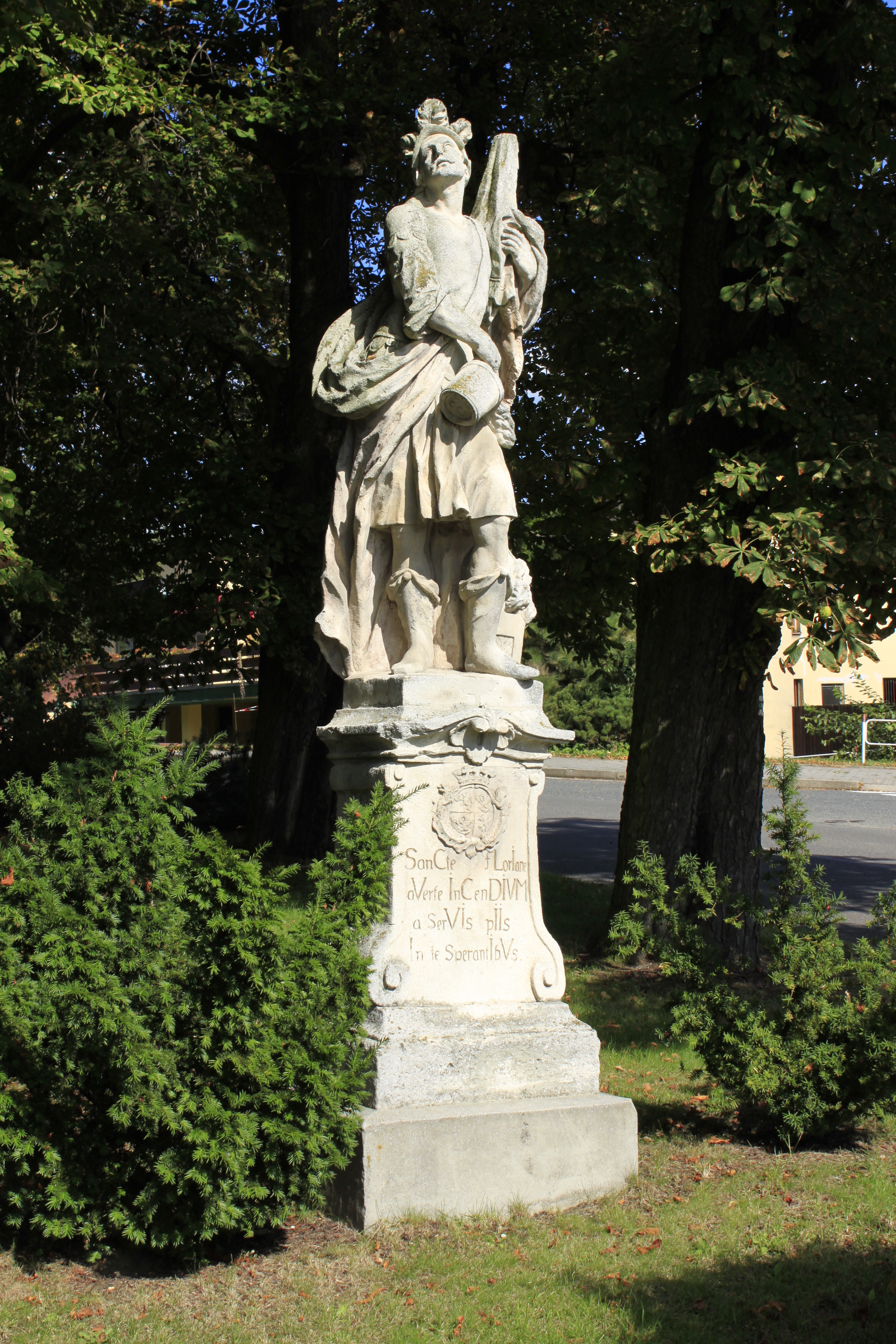
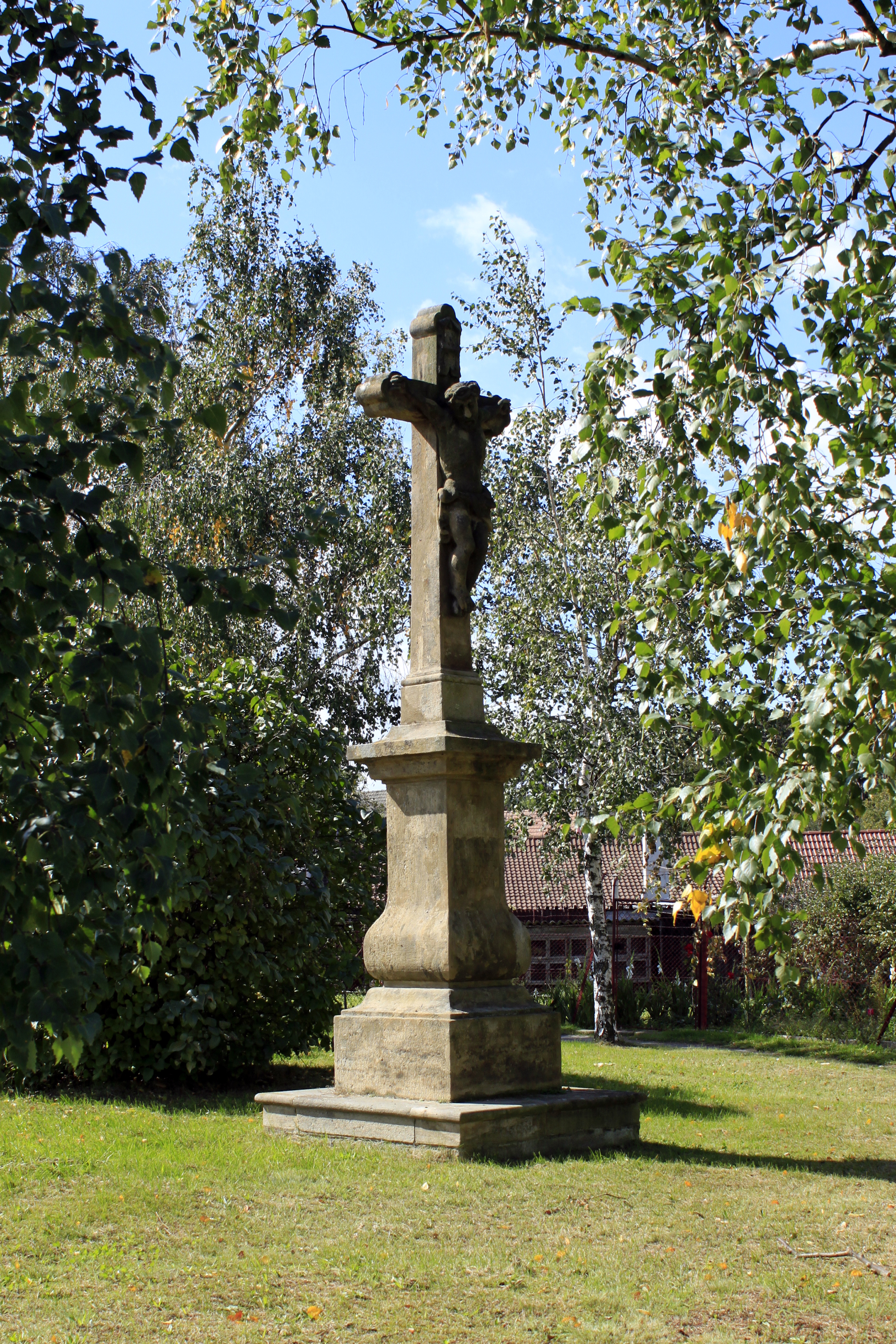